# Klais guimeti
El colibrí cabeciazul (en Costa Rica y Nicaragua) (Klais guimeti), también denominado colibrí cabecivioleta (en Panamá, Ecuador y Colombia), colibrí de cabeza violeta (en Perú) o tucusito cabeza azul (en Venezuela), es una especie de ave apodiforme de la familia Trochilidae —los colibríes— la única perteneciente al género monotípico Klais. Es nativa de América Central y del norte y regiones sub-andinas del noroeste y centro oeste de América del Sur.

## Distribución y hábitat
Se distribuye de forma fragmentada; desde el este de Honduras, por Nicaragua, Costa Rica, hasta el este de Panamá; en la Serranía del Perijá, en la cordillera de la Costa del norte de Venezuela; y a lo largo de los cordillera de los Andes desde el oeste de Venezuela, por Colombia, este de Ecuador, este de Perú, hasta el centro de Bolivia.
Esta especie puede ser común a bastante común como en Centroamérica o rara y local como en Colombia, en sus hábitats naturales: el dosel y los bordes de bosques húmedos altos, bosques altos secundarios, plantaciones de árboles, plantaciones de café de sombra, jardines sombreados y setos (como Stachytarpheta) en piedemonte y tierras bajas adyacentes; principalmente por debajo de 600 m de altitud en Honduras, entre 50 y 1200 m en Costa Rica, entre 400 y 1800 m, pero principalmente por debajo de 1450 m en Colombia), entre 400 y 1300 m en Venezuela y entre 800 y 1700 m en Ecuador.

## Descripción
Mide en promeido 8,1 cm de longitud con un pico corto y recto que en promedio tiene 13 mm de longitud. La cabeza y cuello del macho son de un violeta o azul intenso (dependiendo del ángulo de donde se ve) con manchas blancas detrás de cada ojo, que sobresalen en la cabeza oscura. El lomo es de color azul verdoso metálico (o verde bronce dependiendo del ángulo)  y el pecho es de un color verde que desaparece a un vientre gris. La cola es verde con pequeñas manchas blancas con gris y las alas son negras.
La hembra es más opaca con tope azul, lomo verde y cuello, pecho y vientre gris. Las alas y cola son iguales a las del macho. La hembra también tiene la mancha blanca detrás del ojo.

## Comportamiento

### Alimentación
Se alimenta principalmente de néctar de arbustos florecientes del sotobosque y también de insectos pequeños en vuelo. En Costa Rica, una afición particular por flores Stachytarpheta ha sido reportada con individuos de cada cinco a siete metros en un seto cerca de Murcia.

### Reproducción
En Costa Rica los machos cantan en arenas de apareamiento que empiezan en octubre y se intensifican hasta la temporada de apareamiento en diciembre. El coro continúa hasta que la temporada seca hace que las flores desaparezcan en el margen entre febrero y marzo. El coro es retomado nuevamente hasta octubre. Los grupos de apareamiento se encuentran de 5 a 18 metros sobre la tierra en el lindero de claros en donde los machos cantan notablemente desde delgadas ramitas muertas. De vez en cuando, un colibrí canta solo sin que haya otros colibrís cabeciazul cerca.
El nido es una taza musgosa construida de uno a cinco metros sobre  arroyos de montañas. Normalmente son construidos en febrero, pero a veces incluso en enero. La última emplumada de jóvenes es en mayo.

## Relación con los humanos
El colibrí cabeciazul ha sido designado como una especie de poca preocupación debido a su amplio rango y habilidad de existir en hábitats modificadas por los humanos. Los arbustos florecientes cerca de Murcia, en Costa Rica, fueron reportados de estar en un área despejada para la agricultura con muy pocos árboles.

## Sistemática

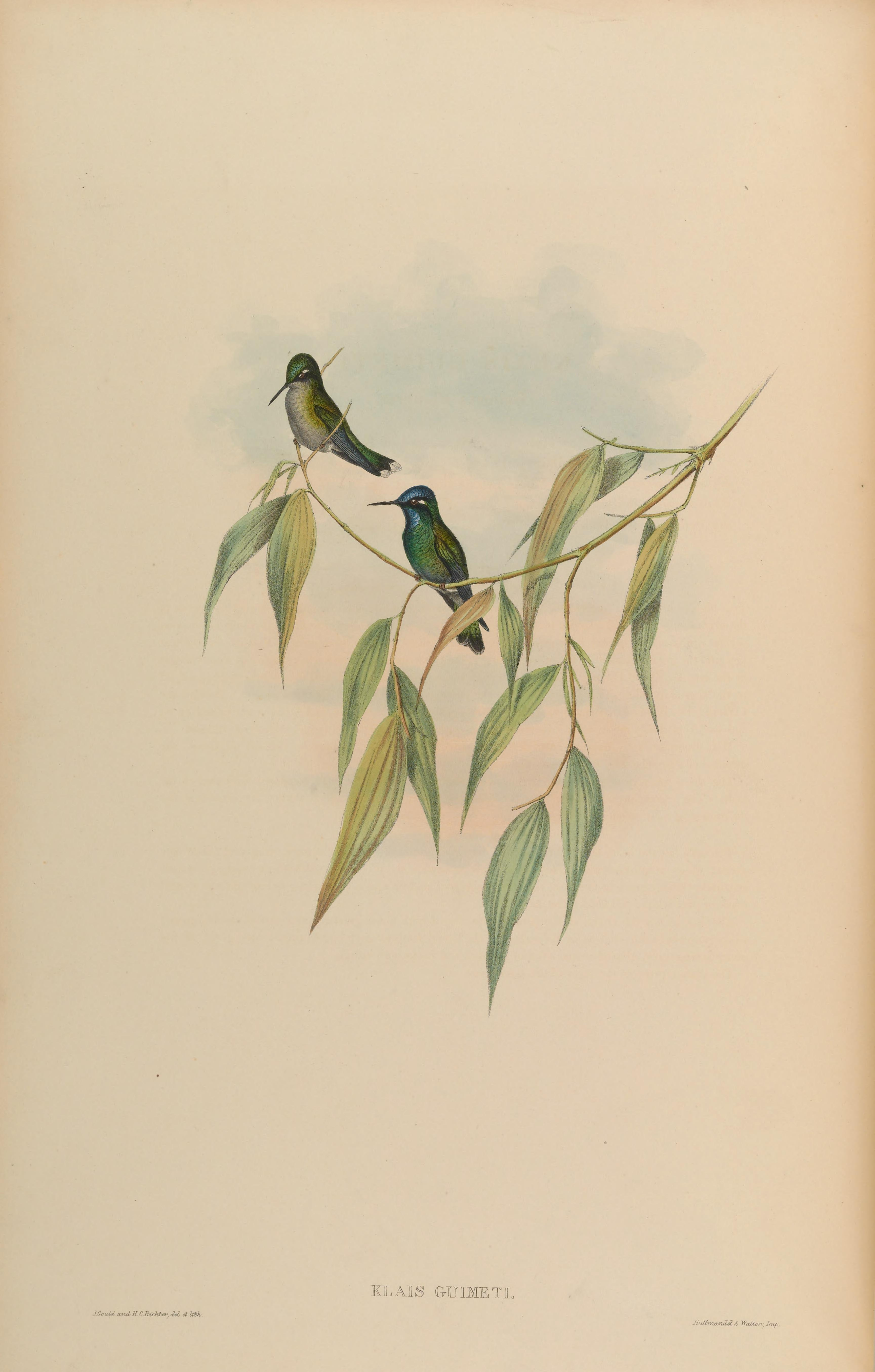
Klais guimeti, ilustración de Gould y Richter en A monograph of the Trochilidae, or family of humming-birds 4, 1861.

### Descripción original
La especie K. guimeti fue descrita por primera vez por el ornitólogo francés Jules Bourcier en 1843 bajo el nombre científico Trochilus guimeti; la localidad tipo es «Colombia; Caracas, Venezuela».
El género Klais fue propuesto por el ornitólogo alemán Ludwig Reichenbach en 1854, la especie tipo definida por monotipia es Trochilus guimeti, la presente especie.

### Etimología
El nombre genérico femenino Klais en la mitología griega se refiere a Kleis, la hija de la poetisa lírica Safo de Lesbos; y el nombre de la especie guimeti, conmemora al químico francés Jean Baptiste Guimet (1795–1871) 

### Subespecies
Según las clasificaciones del Congreso Ornitológico Internacional (IOC) y Clements Checklist/eBird  se reconocen tres subespecies, con su correspondiente distribución geográfica:
- Klais guimeti merrittii (Lawrence), 1860 – del este Honduras al este de Panamá.
- Klais guimeti guimeti (Bourcier), 1843 – Serranía del Perijá y montañas del norte y oeste de Venezuela hacia el sur a través del este de los Andes de Colombia y Ecuador hasta el extremo norte de Perú.
- Klais guimeti pallidiventris Stolzmann, 1926 – vertiente oriental de los Andes desde el norte de Perú (Amazonas) al sur hasta el centro de Bolivia (Cochabamba).